# Хінчагашвілі Шота Юрійович
Шота Юрійович Хінчагашвілі (груз. შოთა ხინჩაგაშვილი, нар. 9 січня 1951, Душеті, Грузинська РСР, СРСР) — радянський футболіст, що грав на позиції захисника. Заслужений майстер спорту.

## Спортивна кар'єра
В дитинстві займався гімнастикою і баскетболом. Вихованець дитячо-юнацької спортивної школи «Металурга» з Руставі (перший тренер — Михайло Торозашвілі). За основний склад виступав два сезони у третьому за рівнем дивізіоні. 1969 року виконав норматив на звання «Майстер спорту».
Своєю грою привернув увагу керівництва тбіліського «Динамо», але через постійні травми зміг закріпитися в основному складі лише 1976 року. У перших сезонах виступав на лівому фланзі, а після того, як клуб залишив Муртаз Хурцилава — на позиції центрального захисника.
Учасник чотирьох фіналів кубка СРСР. У вирішальних матчах 1970 і 1980 років, грузинські футболісти, поступилися московському «Динамо» і донецькому «Шахтарю» (з однаковим рахунком — 1:2). А в 1976 і 1979 роках здобули перемоги над єреванським «Араратом» (3:0) та московським «Динамо» (у серії післяматчевих пенальті). Всього провів 33 кубкових ігор. У першому фіналі забив єдиний м'яч у своїй кар'єрі.
У складі збірної СРСР дебютував 28 листопада 1976 року. На стадіоні «Рівер Плейт» радянські футболісти зіграли внічию зі збірною Аргентини (0:0). Наступний матч, у рамках турне по Південній Америці, відбувся через три дні у Ріо-де-Жанейро. На «Маракані» перемогу святкували триразові чемпіони світу — бразильці (завдяки голам Роберто Фалькао і Зіко).
Навесні наступного року брав участь у відбірковому турнірі на одинадцятий чемпіонат світу, де також грали збірні Греції й Угорщини. Учасник товариських поєдинків зі збірними НДР, Нідерландів, Франції і Данії. Останній матч провів 4 липня 1979 року проти команди Фінляндії (нічия 1:1 у кваліфікації на першість Європи).
Того ж року, у складі збірної Грузинської РСР, виступав на Спартакіаді народів СРСР. Грузинська команда, сформована виключно з гравців тбіліського «Динамо», здобула срібні нагороди турніру.
Вершиною спортивної кар'єри стала перемога у розіграші Кубка володарів кубків 1980/81. Шота Хінчагашвілі відіграв п'ять матчів: проти грецької «Касторії», англійського «Вест Гем Юнайтеда» і роттердамського «Феєнорда». За єврокубковий трофей десять гравців тбіліського «Динамо» отримали звання «Заслужений майстер спорту», у тому числі і Шота Хінчагашвілі.
За тринадцять сезонів у вищій лізі провів 241 матч. У 1976—1977 роках — найкращий центральний захисник радянського футболу. Всього до списку «33 найкращих футболістів» входив п'ять разів (№ 2 — 1981; № 3 — 1979, 1980).
1984 року входив до тренерського штабу тбіліського «Динамо», 1986 — обіймав посаду начальника команди. З наступного року працював у МВС Грузії.

## Досягнення
- Володар Кубка кубків (1): 1981
- Чемпіон СРСР (1): 1978
- Срібний призер (1): 1977
- Бронзовий призер (3):1976 (весна), 1976 (осінь), 1981
- Володар Кубка СРСР (2): 1976, 1979
- Фіналіст Кубка СРСР (2): 1970, 1980
- Срібний призер Спартакіади народів СРСР (1): 1979

## Статистика
Статистика виступів в офіційних матчах:
| Сезон             | Команда           | Чемпіонат | Чемпіонат | Чемпіонат | Кубок | Кубок | Єврокубки | Єврокубки | Єврокубки | Збірна | Збірна |
| Сезон             | Команда           | Л         | І         | Г         | І     | Г     | Т         | І         | Г         | І      | Г      |
| ----------------- | ----------------- | --------- | --------- | --------- | ----- | ----- | --------- | --------- | --------- | ------ | ------ |
| 1970              | «Динамо» Тб       | Д-1       | 27        | 0         | 6     | 1     | —         | —         | —         | —      | —      |
| 1971              | «Динамо» Тб       | Д-1       | 13        | 0         | 4     | 0     | —         | —         | —         | —      | —      |
| 1972              | «Динамо» Тб       | Д-1       | 7         | 0         | —     | —     | КУ        | 1         | 0         | —      | —      |
| 1973              | «Динамо» Тб       | Д-1       | 22        | 0         | 1     | 0     | КУ        | 4         | 0         | —      | —      |
| 1974              | «Динамо» Тб       | Д-1       | 11        | 0         | 3     | 0     | —         | —         | —         | —      | —      |
| 1975              | «Динамо» Тб       | Д-1       | 8         | 0         | —     | —     | —         | —         | —         | —      | —      |
| 1976              | «Динамо» Тб       | Д-1       | 12        | 0         | 5     | 0     | КК        | 4         | 0         | 2      | 0      |
| 1976              | «Динамо» Тб       | Д-1       | 11        | 0         | 5     | 0     | КК        | 4         | 0         | 2      | 0      |
| 1977              | «Динамо» Тб       | Д-1       | 23        | 0         | 1     | 0     | КУ        | 6         | 0         | 7      | 0      |
| 1978              | «Динамо» Тб       | Д-1       | 21        | 0         | 4     | 0     | —         | —         | —         | —      | —      |
| 1979              | «Динамо» Тб       | Д-1       | 29        | 0         | 2     | 0     | КЧ        | 4         | 0         | 2      | 0      |
| 1980              | «Динамо» Тб       | Д-1       | 24        | 0         | 5     | 0     | КК        | 1         | 0         | —      | —      |
| 1981              | «Динамо» Тб       | Д-1       | 19        | 0         | —     | —     | КК        | 4         | 0         | —      | —      |
| 1981              | «Динамо» Тб       | Д-1       | 19        | 0         | —     | —     | КК        | 4         | 0         | —      | —      |
| 1982              | «Динамо» Тб       | Д-1       | 14        | 0         | 2     | 0     | КК        | 4         | 0         | —      | —      |
| Усього за кар'єру | Усього за кар'єру | Д-1       | 241       | 0         | 33    | 1     | —         | 32        | 0         | 11     | 0      |